# Вечер (сборник Ахматовой)
«Вечер» — дебютный сборник Анны Ахматовой, опубликованный в марте 1912 года тиражом в 300 экземпляров в издательстве «Цех поэтов». Сразу обратил внимание критиков Серебряного века на личность начинающей поэтессы.

## Поэтический дебют
Сама Анна Ахматова трепетно и с гордостью относилась к своему поэтическому дебюту, особенно подчёркивая высокий отзыв супруга Николая Степановича Гумилёва о её литературном творчестве. По её словам, именно Гумилёв, находившийся под впечатлением от стихотворений своей молодой жены, загорелся идеей издавать сборник лирики Анны Ахматовой: «25 марта 1911 г. старого стиля (Благовещенье) Гумилев вернулся из своего путешествия в Африку (Аддис-Абеба). В нашей первой беседе он между прочим спросил меня: „А стихи ты писала?“ Я, тайно ликуя, ответила: „Да“. Он попросил почитать, послушал несколько стихотворений и сказал: „Ты поэт“…»
Незадолго до выхода в свет сборника «Вечер» Гумилёв основал акмеистическое художественное направление «Цех поэтов», чьи участники начали готовить издание стихотворений Ахматовой. Предисловие к нему писал переводчик, поэт и композитор Михаил Кузмин, а художественным оформлением занимался «синдик» цеха Сергей Городецкий. Евгений Лансере (племянник А. Н. Бенуа), представитель творческого объединения «Мир искусства», оформлял фронтиспис сборника.

## Отзывы
Неожиданно для многих сборник стал самым ярким явлением поэтического сезона 1912 года. Читающая публика искала его в книжных магазинах и активно разбирала его. Сам Н. С. Гумилёв произносил слово «слава», характеризуя небывалый успех сборника. Критики и читатели единодушно отмечали точность и выразительность ахматовского поэтического слога, ясность и чёткость художественного изображения действительности, зримость и очерченность образов, мягкую сбивчивость авторского синтаксиса. Любопытный отзыв в предисловии оставил Михаил Кузмин: «Нам кажется, что, в отличие от других вещелюбов, Анна Ахматова обладает способностью понимать и любить вещи именно в их непонятной связи с переживаемыми минутами. Часто она точно и определённо упоминает какой-нибудь предмет (перчатку на столе, облако, как беличья шкурка, в небе, жёлтый свет свечей в спальне, треуголку в Царскосельском парке) казалось бы, не имеющий отношения ко всему стихотворению, брошенный и забытый, но именно от этого упоминания более ощутимый укол, более сладостный яд мы чувствуем. Не будь этой беличьей шкурки, и все стихотворение, может быть, не имело бы той хрупкой пронзительности, которую оно имеет […]».

## Мотивы и темы
В сборник вошло несколько стихотворений из «царскосельского» цикла 1911 года, например, «В Царском селе», которое состоит из трёх частей. В первой части («По аллее проводят лошадок») заявлена тема «игрушечности», «вещественности», оказывающейся фатальной для лирической героини, которой, на первый взгляд, долгожданное любовное чувство приносит печаль, переживания и разлад. Тем не менее, самой известной является последняя, начинающаяся строкой «Смуглый отрок бродил по аллеям». Именно в третьей части стихотворения предстаёт образ юного Пушкина периода обучения в Царскосельском лицее. Имя поэта не называется напрямую — вместо этого используется романтизированный перифраз «смуглый отрок», отсылающий к раннему этапу поэтического творчества А. С. Пушкина, прошедшего под знаменем романтического мировоззрения. В стихотворении присутствуют примеры виртуозной, утончённой звукописи: «и столетие мы лелеем еле слышный шелест шагов», отражающее элегическое настроение. Во многом эпитет «еле слышный» отражает, по определению Р. Д. Тименчика, «индивидуально-ахматовскую систему ценностей», актуализируя идею самоценной недосказанности, синестетической гармонии. Этот эпитет будет воспроизведён в другом стихотворении сборника — «Ведь где-то есть простая жизнь и свет» («… И голос Музы еле слышный»). Неслучайно упоминание имени Эвариста Парни («и растрёпанный том Парни»), одного из самых модных и читаемых французских поэтов-элегиков, которым зачитывались, в частности, лицеисты первого курса, в числе которых был и Пушкин. На самом деле через всё стихотворение проходит мотив литературного двойника, который порождён темой неувядающей памяти: в каждой из частей перед читателем предстаёт особая ипостась героини, тонко переживающей и чувствующей неразрывную связь с идеализированным прошлым.

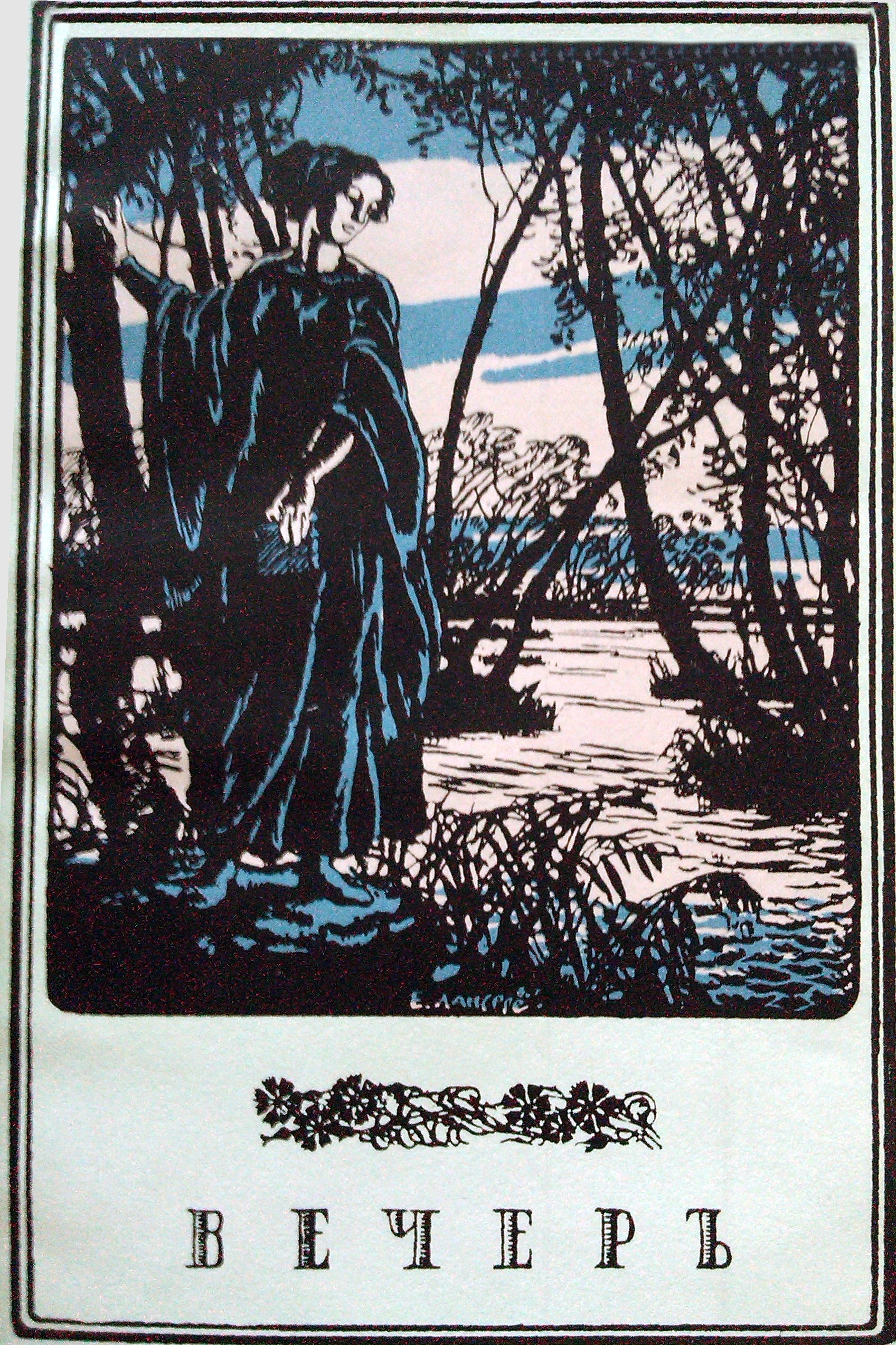
Первая страница сборника 1912 года

Одним из ключевых мотивов сборника является мотив детства, противопоставленного настоящему времени, которое воспринимается как период печали, расставания, заката (отсюда одна из символических подоплёк названия «Вечер»). Часто в стихотворениях, включённых в сборник, преобладают элегические нотки, а повествовательная манера становится более интимной и доверительной. Тема драматичного пророчества также весьма значима для авторского мироощущения: в частности, тема неотвратимости трагического исхода отражается в строках про мраморного двойника, «поверженного под старым клёном». Тема гибнущей статуи удивительным образом перекликается с ощущением собственной гибели, которое преследует лирическую героиню: но после неё ожидается неминуемое возрождение. Лексические повторы, кажущиеся непринуждёнными, формируют элегико-ностальгический лейтмотив стихотворного повествования (ср. «озёрным водам отдал лик» и «у озёрных грустил берегов»). Некоторые стихотворения были написаны под влиянием творческой модели Михаила Кузмина, например, «И мальчик, что играет на волынке», написанное 30 ноября 1911 года.
Лирическая героиня часто посвящает свои размышления любви: стихотворением «Любовь» и начинается сборник. В начальном стихотворении, состоящем из трёх строф, преобладают лексемы, выражающие разные чувства: с одной стороны, нежно-интимные настроения — «голубка», «белое окошко», «радость», с другой — ощущение искушения, соблазна — «змейка, свернувшись клубком», «драма левкоя», «страшно её угадать в ещё не знакомой улыбке». Таким образом, вступительное стихотворение задаёт восприятие лирического склада героини через призму сложной антитезы, подчёркнутой содержанием названия: «вечер» как церемония прощание со старой, уходящей жизнью и проникновенное ожидание чего-то светлого и нового.

## Композиция и стихотворения
Сборник «Вечер» в композиционном плане состоит из трёх частей: первая, начинающаяся стихотворением «Любовь» (в неё входят такие тексты, как «И мальчик, что играет на волынке…», «Любовь покоряет („Любовь покоряет обманно…“)», «Сжала руки („Сжала руки под темной вуалью…“)», «Память о солнце („Память о солнце в сердце слабеет…“)», «Высоко в небе („Высоко в небе облачко серело…“)», «Дверь полуоткрыта („Дверь полуоткрыта…“)», «Хочешь знать („Хочешь знать, как все это было?..“)»), посвящена любовной муке лирической героини; вторая начинается стихотворением «Обман» (в неё входят тексты «Мне с тобою пьяным весело», «Белой ночью», «Ты поверь» и другие), а третья часть предварена стихотворением «Муза». Третья часть отчасти посвящена воспоминаниям о выдающихся людях, повлиявших на творческое мировоззрение и становление личности автора, например, «Подражание И. Ф. Анненскому» («И с тобой, моей первой причудой»).